# Imrich (Vorname)
Imrich ist ein männlicher Vorname. 

## Herkunft und Verbreitung
Imrich ist die slowakische Form des Vornamens Emmerich und dementsprechend besonders in der Slowakei verbreitet.

## Bekannte Namensträger
- Imrich Barta (1925–1999), slowakischer Maler und Architekt
- Imrich Bugár (* 1955), tschechoslowakischer Diskuswerfer
- Imrich Gablech (1915–2016), tschechoslowakischer General
- Imrich Kružliak (1914–2019), slowakischer Politiker, Publizist, Schriftsteller, Historiker und Übersetzer
- Imrich Lichtenfeld (1910–1998), Begründer des Selbstverteidigungssystems Krav Maga
- Imrich Stacho (1931–2006), tschechoslowakischer Fußballspieler